# Sexualidad de Federico II el Grande

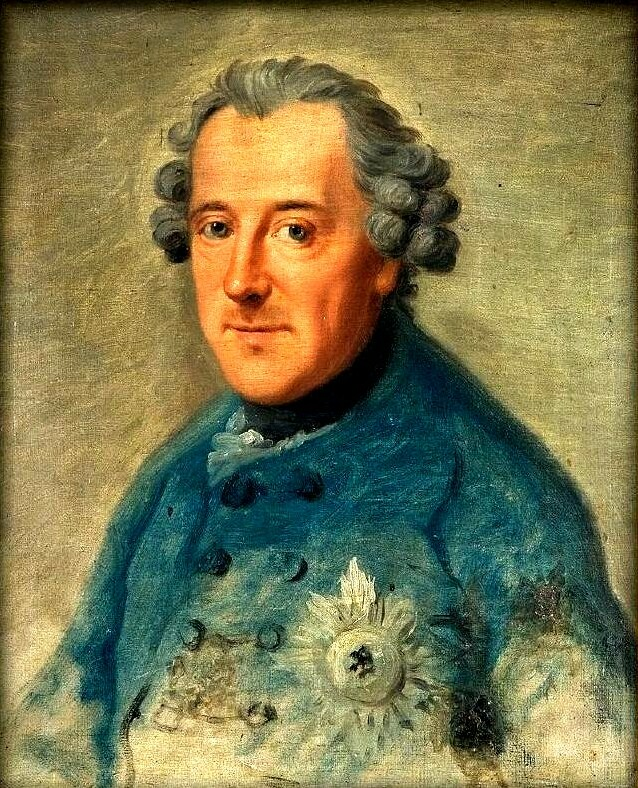
Boceto de retrato de Federico II, de 51 años, por Johann Georg Ziesenis (1763).

Es casi seguro que el Rey prusiano Federico el Grande (1712 - 1786) era principalmente homosexual y que su orientación sexual era central en su vida.
Sin embargo, la naturaleza de sus relaciones reales sigue siendo especulativa. Aunque tuvo un matrimonio arreglado, Federico no tuvo hijos y fue sucedido por su sobrino. Sus cortesanos favoritos eran exclusivamente hombres y su colección de arte celebraba el homoerotismo. Los rumores persistentes que conectaban al rey con la actividad homosexual circularon por Europa durante su vida, pero hay poca evidencia definitiva acerca de sus relaciones sexuales, homosexuales o de otro tipo. 
Sin embargo, en julio de 1750, el rey de Prusia escribió inequívocamente a su secretario y lector gay, Claude Étienne Darget: “Mes hémorroïdes saluent effectueusement votre v…” (“Mis hemorroides saludan cariñosamente a tu p...”), lo que sugiere fuertemente que él era un homosexual activo que practicaba relaciones sexuales anales pasivas con hombres. A una edad avanzada, en una carta dirigida a su sobrino, el rey le aconsejó en contra de las relaciones sexuales anales pasivas, que según su propia experiencia "no era muy agradable". El hecho de que el en realidad deseaba a los hombres también queda claro en base a las declaraciones de sus famosos contemporáneos, Voltaire y Giacomo Casanova, quienes lo conocían personalmente y conocían sus preferencias sexuales. Notablemente, Voltaire apodó a Federico "Luc". Cuando se lee al revés, significa "cul" (el término vulgar francés para "ano" o "trasero"). El mismo Federico una vez sorprendió a una cena con una perorata misógina contra "mujeres espantosas que se podían oler a diez millas a la redonda".
La sexualidad de Federico fue rechazada por historiadores profesionales durante siglos después de su muerte, pero fue adoptada por publicaciones homosexuales de la Alemania de Weimar, que lo presentaban en sus portadas y lo elogiaban por gobernar siendo homosexual.

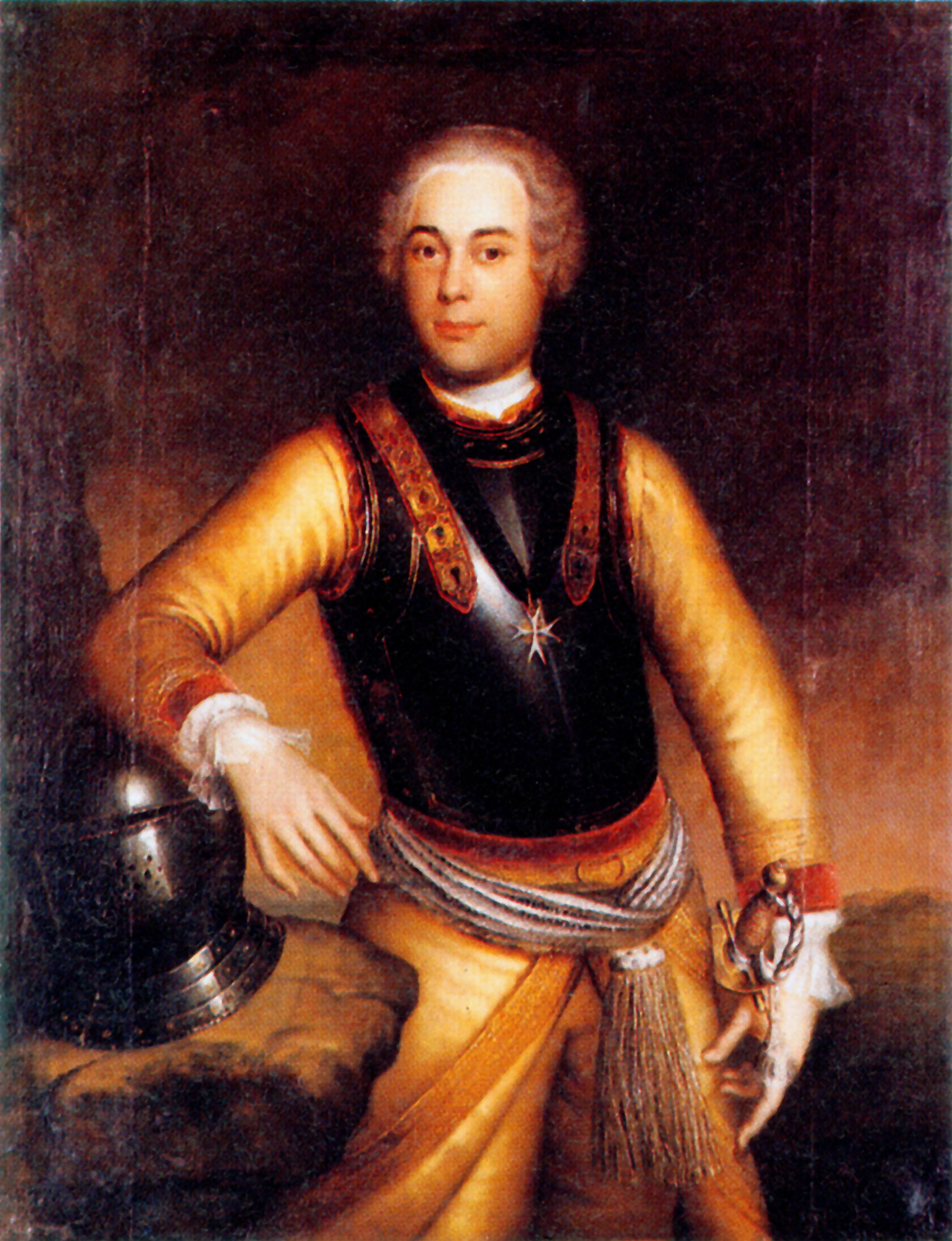
Katte

Cuando era un joven príncipe heredero, Federico le confesó a su mentor, el Generalfeldmarschall Friedrich Wilhelm von Grumbkow, que se sentía muy poco atraído por el sexo femenino como para poder imaginarse en un matrimonio. A los 16 años, Federico parece haberse embarcado en una aventura juvenil con Peter Karl Christoph von Keith, un paje de su padre de 17 años. Los rumores de la relación se extendieron en la corte, y la "intimidad" entre los dos chicos provocó los comentarios de su hermana, Guillermina, quien escribió: "Aunque me había dado cuenta de que estaba en términos más familiares con este paje de lo que era apropiado en su posición, no sabía cuán íntima era la amistad". Los rumores finalmente llegaron al rey Federico Guillermo, quien cultivó un ideal de ultramasculinidad en su corte y se burló de las tendencias supuestamente afeminadas de su hijo. Como resultado, Keith fue despedido de su servicio al rey y enviado a un régimen en la frontera holandesa, mientras que Federico fue enviado a Wusterhausen para "arrepentirse de su pecado". El rey Federico Guillermo pudo haber pensado que la relación de Federico con Hans Hermann von Katte también era romántica, una sospecha que pudo haber influido en que Katte recibiera una sentencia de muerte.
Mientras estaba confinado en Kustrin después del asunto Katte, Federico formó una amistad íntima con Michael Gabriel Fredersdorf, con quien Federico mantuvo correspondencia romántica y demostró un cuidado frecuente. Inicialmente Fredersdorf  se convirtió en el ayuda de cámara de Federico, y cuando Federico se convirtió en rey, a él se le proporcionó una propiedad y actuó como factotum y, según algunos han dicho, como primer ministro no oficial. En 1789, el inspector de jardines de Frederick y Oberhofbaurat [jefe del departamento de planificación y la oficina de control de edificios] Heinrich Ludewig Manger describió a Fredersdorf como "el niño mimado del rey en ese momento". La historiadora Eva Ziebura dice: "Probablemente los dos tuvieron relaciones sexuales al principio". Más tarde intercambiaron cartas muy íntimas sobre sus hemorroides, otras dolencias, problemas de impotencia, etc. Otro confidente íntimo fue su caballerizo: "Ningún amante puede ser más agradable y complaciente que Federico con Dietrich von Keyserling", dijo un consejero de guerra.
En 1746, Federico escribió cartas burlonas a su hermano abiertamente homosexual, el príncipe Enrique de Prusia, que se caracterizaban por los celos sobre el "hermoso Marwitz", un joven paje real. Uno de los favoritos de Enrique, el chambelán de la reina, Ernst Ahasverus Heinrich von Lehndorff, también recuerda esta historia en sus memorias. El rey escribió a su hermano el 3 de marzo de 1746 desde Potsdam: "Tu pequeño querido está muy bien y si se porta bien, lo volverás a ver pronto. En este momento anhela el amor y compone elegías en tu honor llenas de besos ardientes, que piensa darte a tu regreso. Te aconsejo que conserves tus fuerzas para que tengas suficiente para imponer tu amor". También advirtió a su hermano acerca de ciertos jóvenes en la corte o entre los oficiales que creía que sufrían de gonorrea.

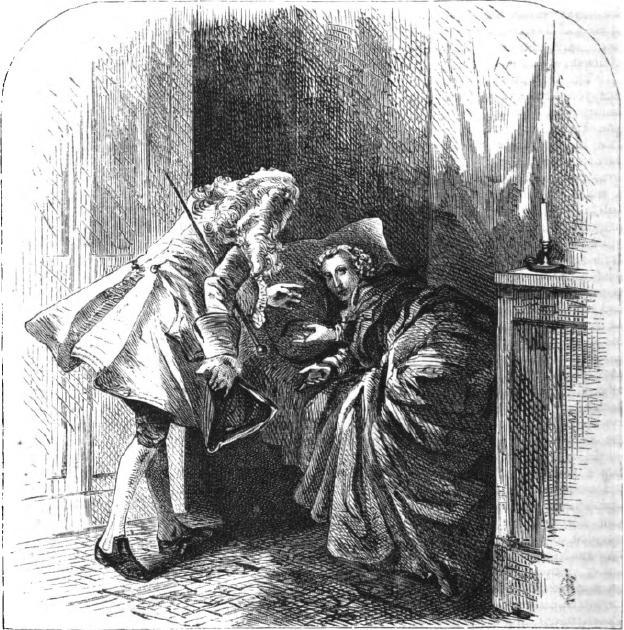
Caricatura de la primera entrevista de Federico con el filósofo Voltaire (izquierda) en el Castillo de Moyland en el Ducado de Cleves

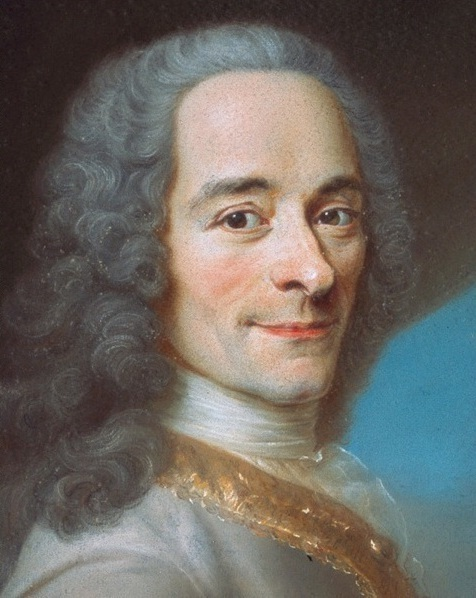
Voltaire, c. 1736, (Maurice Quentin de La Tour)

Federico invitó al filósofo francés Voltaire a vivir con él en Potsdam casi inmediatamente después de su ascensión al trono. Voltaire, que estaba en una crisis creativa personal, aceptó felizmente la invitación. Solo vivió en el Palacio de la Ciudad por un corto tiempo antes de alquilar su propia casa, primero en Potsdam y luego en Berlín. Su correspondencia literaria y su amistad, que duró casi 50 años, había comenzado unos años antes como un coqueteo y mantenía una fascinación intelectual mutua. Voltaire acababa de distribuir recientemente el tratado de Federico Anti-Maquiavel en Amsterdam con gran popularidad. Aunque Voltaire fue acusado ocasionalmente de haber estado involucrado en relaciones entre personas del mismo sexo, especialmente cuando era joven, no está claro si los dos tenían una relación íntima, en el mejor de los casos polémicamente, pero se presume que no seriamente. No fue la apariencia física (más bien fea) de Voltaire lo que atrajo a Federico, sino su espíritu, que eclipsó a Europa, que reconoció desde el principio y quería aprovechar para su propia fama. Federico quería adornarse con uno de los principales intelectuales europeos. El también apreció las conversaciones ingeniosas en francés y esperaba que el filósofo no solo enriqueciera la academia real sino también la mesa real (que siempre estuvo compuesta solo por hombres, al igual que el famoso "club de tabaco" de su padre).
Federico fue un apasionado partidario de la Ilustración y Voltaire fue su mayor portavoz. Esto incluía, por ejemplo, la abolición de la responsabilidad penal por actos homosexuales. Sin embargo, Federico no la abolió, pero a diferencia de su padre, no se ejecutó ninguna sentencia de muerte. Ya en 1725 Voltaire había conseguido la liberación del Abbé Desfontaines, encarcelado por sodomía, de la prisión que éste le había pagado con ingratitud. Más tarde, en su Dictionnaire philosophique (1752), Voltaire escribió un artículo sobre el amor a la manera de Sócrates, incluyendo una lista de personajes históricos que se inclinaban por el amor homoerótico. La frase final dice: «Enfin je ne crois pas qu'il y ait jamais eu aucune nation policée qui ait fait des lois contre les mœurs» (Después de todo, no creo que haya habido nunca ninguna nación civilizada que haya promulgado leyes contra las costumbres).
Sin embargo, a Federico le resultó difícil vivir con Voltaire en persona. Además, Federico a menudo se molestaba por las muchas peleas de Voltaire con sus otros amigos. El furioso ataque de Voltaire contra Maupertuis, el presidente de la academia de Federico, en forma de panfleto, Le Diatribe du Docteur Akakia (La diatriba del doctor Akakia) provocó que Federico quemara el panfleto públicamente y pusiera a Voltaire bajo arresto domiciliario, después de lo cual Voltaire abandonó Prusia. Cuando Voltaire se fue, se llevó poemas de Federico burlándose de otros gobernantes que podrían comprometer a Federico. Federico hizo que sus agentes detuvieran a Voltaire en Frankfurt am Main en su camino de regreso a Francia y lo obligaron a entregar los poemas. Este episodio, que ha sido llamado una "pelea de amantes", enfrió la amistad de Federico y Voltaire.
En sus memorias de 1759, Voltaire arremetió contra Federico con mordidas, malicia y perfidia para vengar sus peleas durante su tiempo en Potsdam y particularmente su ignominioso internamiento en Frankfurt en 1753. El panfleto también contiene muchas burlas sobre la homosexualidad del rey y muchos de sus cortesanos, junto con todo tipo de detalles subidos de tono, como que los ojos del rey se fijan en las piernas de los bailarines masculinos en el ballet, Fredersdorf sirviendo al rey "de más de una manera para animarlo", etc. 
Goethe, que leyó estas memorias no sin placer, las llamó "el modelo de todos los escritos escandalosos". En estas Mémoires, detalló explícitamente la homosexualidad de Federico y su círculo social más cercano. Escribe: "cuando Su Majestad estaba vestido y calzado, el Estoico dio algunos momentos a la secta de Epicuro; hizo venir dos o tres favoritos, ya sean tenientes de su regimiento, o pajes, o haidouks [soldados de infantería húngaros], o jóvenes cadetes. Tomaron café. Aquel a quien se le arrojó el pañuelo se quedó otro cuarto de hora en la intimidad.” Se robó una copia del manuscrito, y después de la muerte de Voltaire, se publicaron extractos pirateados en Amsterdam en 1784 como La vida privada del rey de Prusia. Públicamente, Federico actuó despreocupado por las revelaciones. Sin embargo, hizo que se suprimiera su publicación en Francia, e intentó suprimirla también en otros lugares.
Finalmente, ambos continuaron su correspondencia, sacaron sus recriminaciones mutuas al aire y mantuvieron una relación amistosa hasta la muerte de Voltaire.

## La escritura de Federico y su predilección por las obras de arte homoeróticas

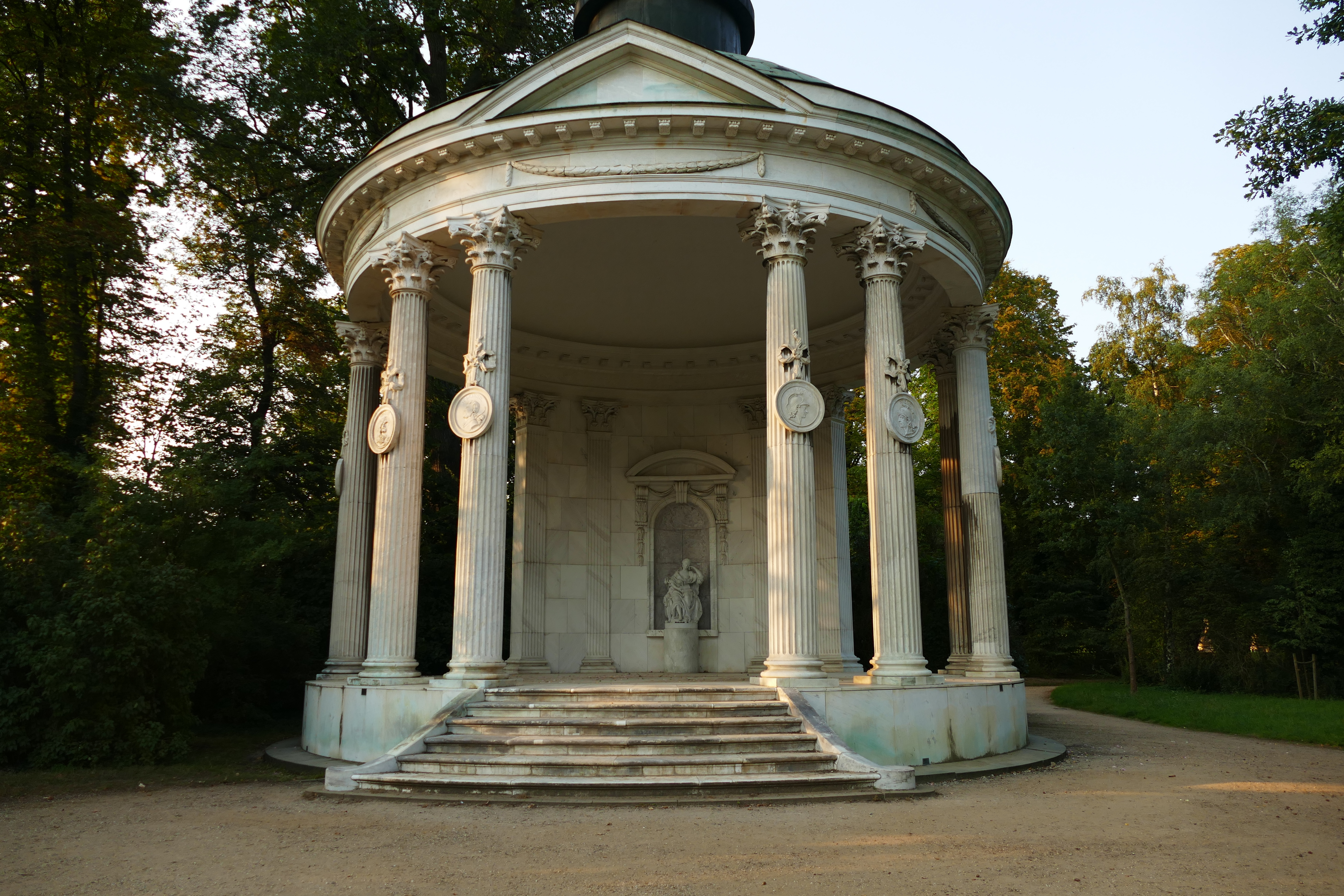
El Templo de la amistad de Federico en Sanssouci

En 1739, Federico conoció al filósofo bisexual veneciano Francesco Algarotti, y ambos estaban enamorados. Frederick planeó convertirlo en un conde. Desafiado por Algarotti en el decir que los europeos del norte carecían de pasión, Federico escribió un poema erótico para él, La Jouissance. (que significa ambiguamente "el placer" o "el orgasmo "), que imaginaba lo que algunos han descrito como Algarotti en medio de una relación sexual con otra pareja, una mujer llamada Cloris. No todos los eruditos de Frederick han interpretado el poema de esa manera; también se ha sugerido que describe una relación entre Federico y Algarotti, especialmente en vista del hecho de que este último era conocido como "el cisne de Federico". Federico escribió poemas similares. Por ejemplo, el cuarto canto de su poema burlón-heroico Le Palladion (1749) describe las aventuras homosexuales de su lector Claude Étienne Darget e incluye las siguientes líneas blasfemas: "El buen San Juan, ¿qué piensas hizo / ¿Para inducir a Jesús a dormir con él en su cama? / ¿Y no crees que conocía a su Ganímedes?» En otro verso llama a Julio César la "esposa de todos los romanos". Sin embargo, ninguno de estos poemas, incluido La Jouissance, expone inequívocamente a Federico como involucrado en tales asuntos, aunque resaltan sus tendencias artísticas homoeróticas.

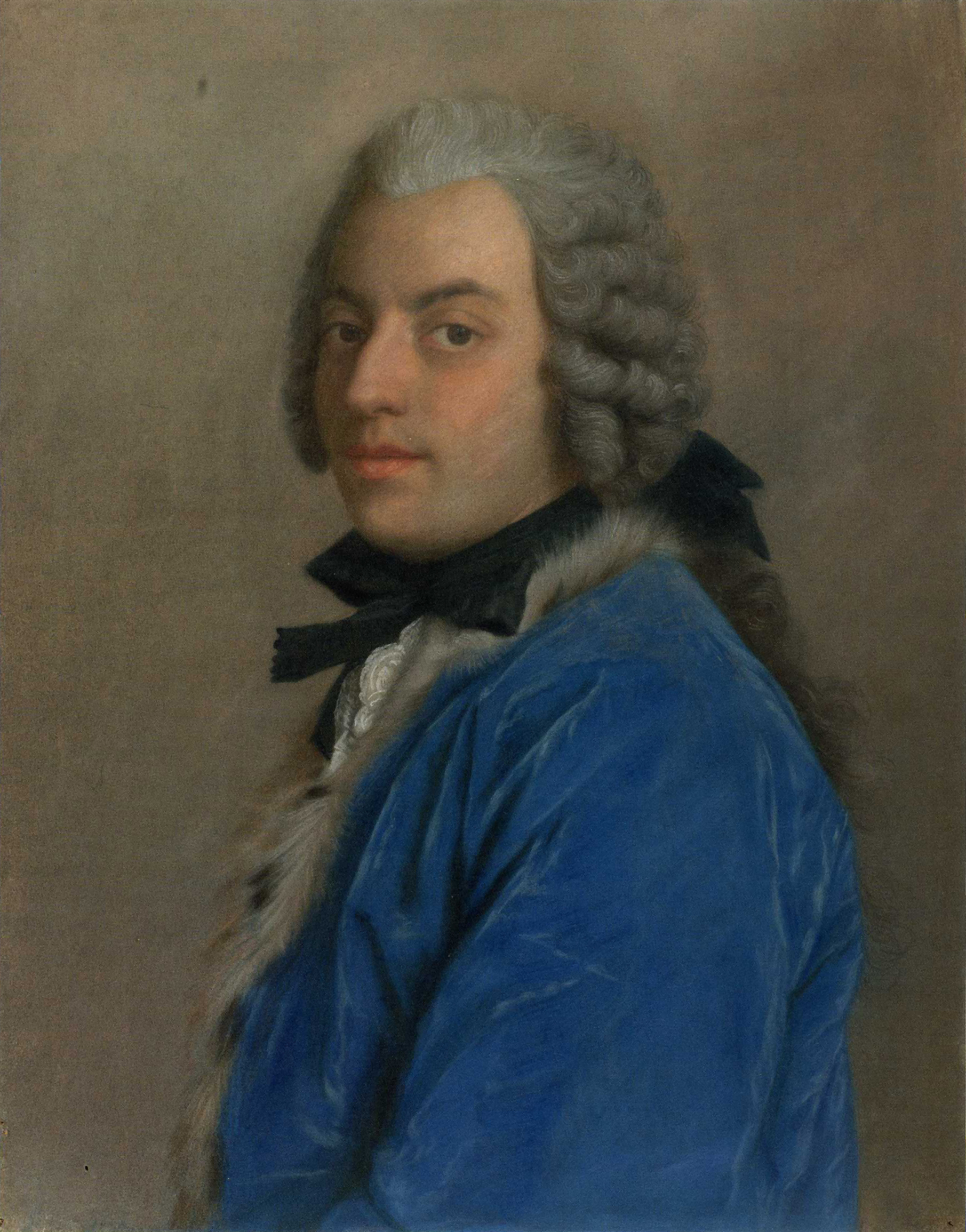
Algarrotti

Federico también llenó sus palacios con obras de arte eróticas que reflejaban su anhelo por las relaciones homosexuales. Los jardines del palacio de Sanssouci incluyen un Templo de la Amistad (construido en memoria de su hermana, Guillermina) que celebra los vínculos homoeróticos de la antigüedad griega, que está decorado con retratos de Orestes y Pílades, entre otros. En el Palacio Nuevo, un palacio de exhibición también ubicado en los terrenos de Sanssouci, Federico conservó el fresco Ganímedes introducido en el Olimpo de Charles Vanloo : "el fresco más grande en la habitación más grande de su palacio más grande", en palabras de un biógrafo. En 1747, el rey adquirió la antigua estatua de bronce del Niño desnudo en oración, que pensó que representaba a Antínoo, el supuesto amante del emperador romano Adriano. El arqueólogo Johann Joachim Winckelmann, un helenista pionero y bastante abiertamente homosexual, visitó Potsdam en 1752 y escribió: "He visto Atenas y Esparta en Potsdam y estoy lleno de una reverencia adoradora hacia el monarca divino", añadiendo: "He disfrutado de lujuria que nunca volveré a disfrutar".
Tras su derrota en la Batalla de Kolín, Federico escribió en una carta: "La fortuna m'a tourné le dos. . . . [E]lle est femme, et je ne suis pas galant." Esto ha sido traducido como "La fortuna me lo ha traído; ella es una mujer, y yo no tengo esa inclinación"  La frase original "je ne suis pas galant" es algo ambigua. Si bien no sería inexacto traducirlo como "No soy un amante/pretendiente (de mujeres)", también podría traducirse como algo menos provocativo, "No soy caballeroso".

## Opinión contemporánea
"Su padre, Federico Guillermo llamó al heredero al trono 'sodomita' y 'afeminado'", dice el biógrafo Wolfgang Burgdorf. El historiador incluyó los amoríos entre personas del mismo sexo del gay Fritz en su libro Federico. Incluso durante su vida, gran parte de la sociedad europea asumió que Federico era homosexual. Según Johann Georg Ritter von Zimmermann, "Federico perdió una gran cantidad de 'placer sensual', dice el Sr. Bushing (es decir, Anton Friedrich Büsching), un consejero eclesiástico prusiano, 'por su aversión a las mujeres; pero se indemnizó a sí mismo por su relación con los hombres, recordando de la historia de la filosofía, que se dice que Sócrates había querido mucho a Alcibíades. No sólo el señor Bushing, sin embargo, sino también Voltaire, la Beaumelle, el duque de Choiseul, innumerables franceses y alemanes, casi todos los amigos y enemigos de Federico, casi todos los príncipes y grandes hombres de Europa, incluso sus sirvientes, - incluso los confidentes y amigos de sus últimos años, eran de la opinión de que había amado, como se dice, de la manera en que Sócrates amaba a Alcibíades.”
Al tratar con el "amor" del rey, el escritor austriaco Joseph Richter sintió que Federico había "perdido todo sentimiento por el bello sexo" y "creía que no podía llenar los momentos vacíos mejor que con el amor socrático". En lugar de suprimir su lujuria por una vida lujuriosa, simplemente le dio otra dirección. Lo que una mujer podría haber hecho, ahora lo hizo una página.” En su Historia de mi vida, Giacomo Casanova señaló que cada miembro del Primer Batallón de Potsdam "tenía un reloj de oro en la leontina de sus calzones. Así recompensó el rey el valor con que lo habían subyugado, como César subyugó una vez a Nicomedes en Bitinia. No se hizo ningún secreto al respecto.” Cuando Federico estaba en Potsdam, pasó gran parte de su tiempo en Sanssouci con un círculo que era exclusivamente masculino, y durante la vida de Federico la frase les Potsdamistes se utilizó en toda Europa para describir a los cortesanos homosexuales. Además, la pintura de William Hogarth The Toilette puede incluir una representación satírica de Federico como flautista junto a una pintura mitológica en la que Zeus, en forma de águila, está secuestrando a su amante Ganímedes, por lo tanto exponiéndolo públicamente como homosexual ya en 1744. Por supuesto, la noticia de su trato a veces despectivo hacia su esposa Elisabeth Christine también se había difundido en los tribunales europeos. En 1763, cuando Federico, después de la Guerra de los Siete Años, vio a su esposa por primera vez en seis años, solo le dijo: "Madame se ha puesto más robusta" y luego se volvió hacia sus hermanas que esperaban.
Para enturbiar la reputación homosexual de Federico, el médico de Federico, Johann Georg Ritter von Zimmermann, afirmó que Frederick se había convencido a sí mismo de que era impotente debido a una deformidad menor que había recibido durante una operación para curar la gonorrea en 1733. Según Zimmermann, Frederick fingió ser homosexual para parecer todavía viril y capaz de tener relaciones sexuales, aunque con hombres. Esta historia es puesta en duda por el biógrafo Wolfgang Burgdorf, quien opina que "Federico tenía una repugnancia física por las mujeres" y, por lo tanto, "no podía acostarse con ellas". El cirujano Gottlieb Engel, que preparó el cuerpo de Federico para el entierro, impugnó indignado la historia de Zimmerman, diciendo que los genitales del rey eran "completos y perfectos como los de cualquier otro hombre sano".

## Legado e historiografía
La homosexualidad de Federico fue rechazada por historiadores profesionales durante siglos después de su muerte. En 1921, el médico e historiador aficionado Gaston Vorberg escribió un ensayo para desacreditar los rumores persistentes sobre la sexualidad de Federico, afirmando que era heterosexual. Por ejemplo, las malicias de Voltaire podrían descartarse por ser obviamente impulsadas por motivos de venganza sin tener que preguntarse si podría haber algo de verdad en ello. El historiador Johannes Kunisch (1937-2015), por ejemplo, insistió en que "no hay pruebas serias" de la homosexualidad de Frederick y que las declaraciones contemporáneas sobre esta "faceta" de la naturaleza de Frederick eran "denunciatorias". En su juventud, por ejemplo, el príncipe heredero habría salido con la bailarina de ballet Bárbara Campanini. Finalmente, escribió Kunisch, también era posible que Frederick solo escenificara su homosexualidad, por ejemplo, para ocultar la impotencia. Frank-Lothar Kroll también cree que la disposición de Frederick fue notablemente menos determinante en la vida que la de su hermano Henry. Él cree que el rey estaba más determinado por las máximas masculinas que su hermano.
A otros les parece que ignorar deliberadamente la abundante evidencia circunstancial tiene sus raíces en la convicción de que un gobernante gay sería una vergüenza, como si la homosexualidad de Frederick redujera su tamaño histórico. No se permitió la deconstrucción psicológica del mito de uno de los mayores héroes de guerra de la historia mundial. Es esa historiografía multicentenaria la que hoy da tanta prominencia, incluyendo artículos léxicos especiales, a un tema, que jugaría sólo un papel entre muchos en una biografía sobre un contemporáneo.
En cambio, su homosexualidad fue aceptada por las publicaciones homosexuales de la Alemania de Weimar, que lo presentaban en sus portadas y lo elogiaban por gobernar siendo homosexual. Thomas Mann había proporcionado un precursor temprano de este punto de vista con su ensayo Federico y la gran coalición, escrito a fines de 1914, al comienzo de la Primera Guerra Mundial. Contrastó el impulso masculino y militar de Federico y sus connotaciones femeninas literarias que consisten en "descomposición" del escepticismo. Las conclusiones de Vorberg fueron duramente criticadas por otro historiador aficionado, Ferdinand Karsch, en la publicación gay Die Freundschaft. En 1931, el activista homosexual Richard Lisernt  publicó el libro Intriga y Amor: Sobre política y Vida Sexual, que dedicó nueve páginas a hablar sobre Federicoy su sexualidad. En 1937, el escritor literario Jochen Klepper, que fue perseguido por los nazis y finalmente pereció, publicó su exitosa novela El padre. Novela del Rey Soldado, en la que llega al fondo de la traumática relación padre-hijo, aunque solo insinúa una disposición homosexual en el hijo. Él concluyó que los valores paternos de disciplina, orden y determinación finalmente prevalecieron sobre las tendencias afeminadas del hijo. Esto era nuevamente compatible con la historiografía general de que Federico, dotado de estos valores paternales, usó con éxito el poderoso ejército que su padre había construido para transformar un estado agrícola atrasado en la periferia en una gran potencia europea.
La investigación de hoy en día trata de profundizar más allá de la cuestión superficial de si tenía o no esta orientación sexual, enfatizando que fueron precisamente los efectos y consecuencias de esta disposición los que tuvieron un efecto determinante en la vida. El historiador Wolfgang Burgdorf sugiere que el abuso de Federico y la constante humillación pública de su padre grosero y colérico por ser demasiado blando y afeminado, la decepción de este último por la incapacidad de su hijo para engendrar un sucesor, obligar a su hijo a ver la ejecución de su amante, incluso su sugerencia de que debería suicidarse explica en parte las audaces políticas de Federico como rey: como si el belicoso héroe real quisiera demostrarle a su difunto padre que era un tipo duro.

## Otras lecturas
- Alings, Reinhard (2012). “'No preguntes, no digas', ¿War Friedrich schwul?” En Friederisiko: Friedrich der Große, exh. cat., Stiftung Preußische Schlösser und Gärten Berlin-Brandenburg, Neues Palais y Park Sanssouci, 28 de abril–28 de octubre de 2012 (Múnich: Hirmer, 2012), "Die Ausstellung", págs. 238–247.
- Burgdorf, Wolfgang (2011). Friedrich der Große: Ein biografisches Porträt (Freiburg im Breisgau: Herder), 76–103.
- Burgdorf, Wolfgang (2020). "Königliche Liebschaften: Friedrich der Große und seine Männer", en Domeier, Norman / Mühling, Christian (eds. ), Homosexualität am Hof: Praktiken und Diskurse vom Mittelalter bis heute (Fráncfort del Meno y Nueva York: Campus), págs. 133–150.
- Krysmanski, Bernd (2022). "Evidencia de la homosexualidad y los deseos eróticos anales del rey de Prusia", en ¿Representa Hogarth al viejo Fritz con la verdad con un pico torcido? — Las imágenes que nos son familiares desde Pesne hasta Menzel No muestren esto, ART-dok (Universidad de Heidelberg: arthistoricum.net), 24-30. https://doi.org/10.11588/artdok.00008019

- Datos: Q106679655